# Río Grande (río de Panamá)
El río Grande era una vía fluvial de Panamá que recorría muy cerca de la ciudad capital, cuya cuenca hidrográfica fue aprovechada para construir el canal de Panamá en la ribera pacífca y ésta se fusionó con la vía interocéanica en los primeros años del siglo XX.

## Características

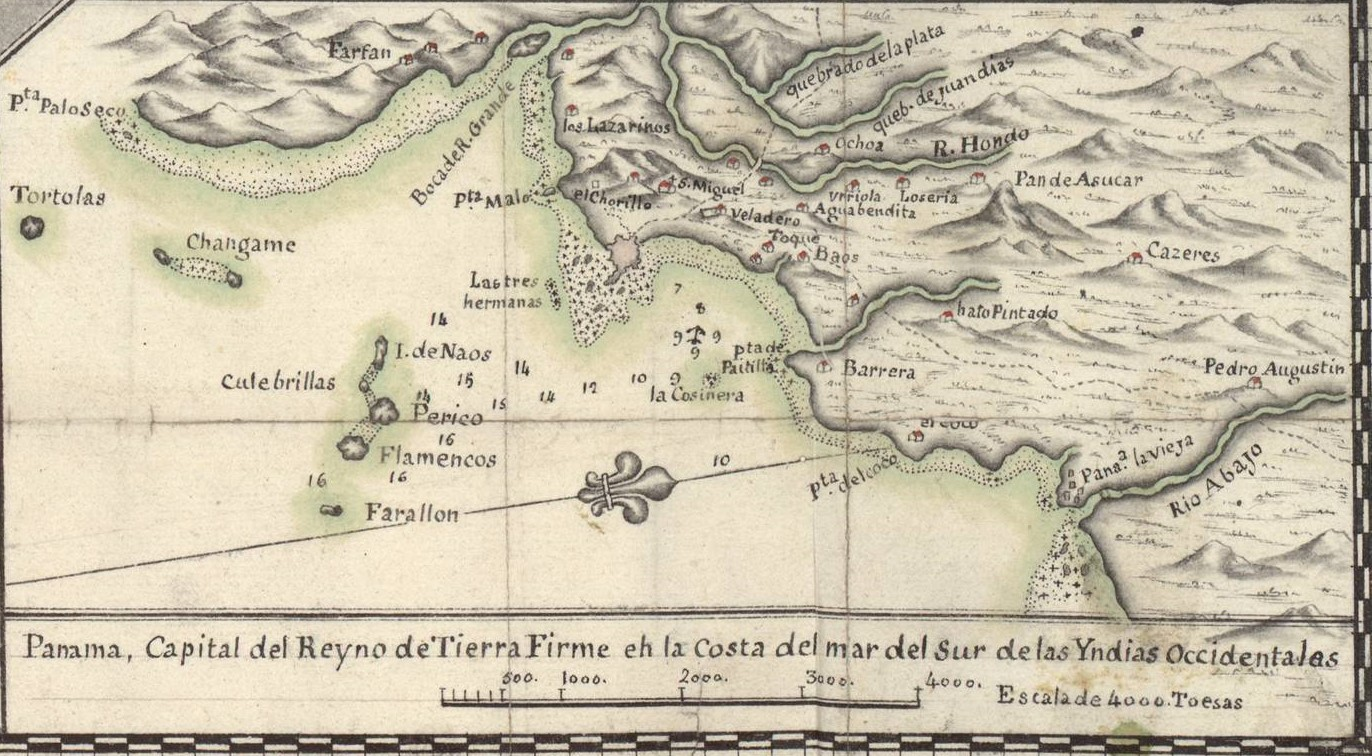
Plano de la Ciudad de Panamá, mostrando la desembocadura del río Grande (1778).

Históricamente, la cuenca del río Grande tenía alrededor de unos 167,83 km² y un perímetro de 65 km, con una forma dendrítica y drenaje anastomasado, teniendo una diversidad de ciénagas, fangales, meandros fósiles y canales entrelazados. Además, el río generaba depósitos aluviales lo que creaba terrenos fértiles para la agricultura en su ribera media y baja. 
A pesar de su desarrollo logístico, la zona nunca superó de los 1500 habitantes en su momento de existencia, quienes dependían de la agricultura y del transporte de personas y carga vía mula.

## Historia

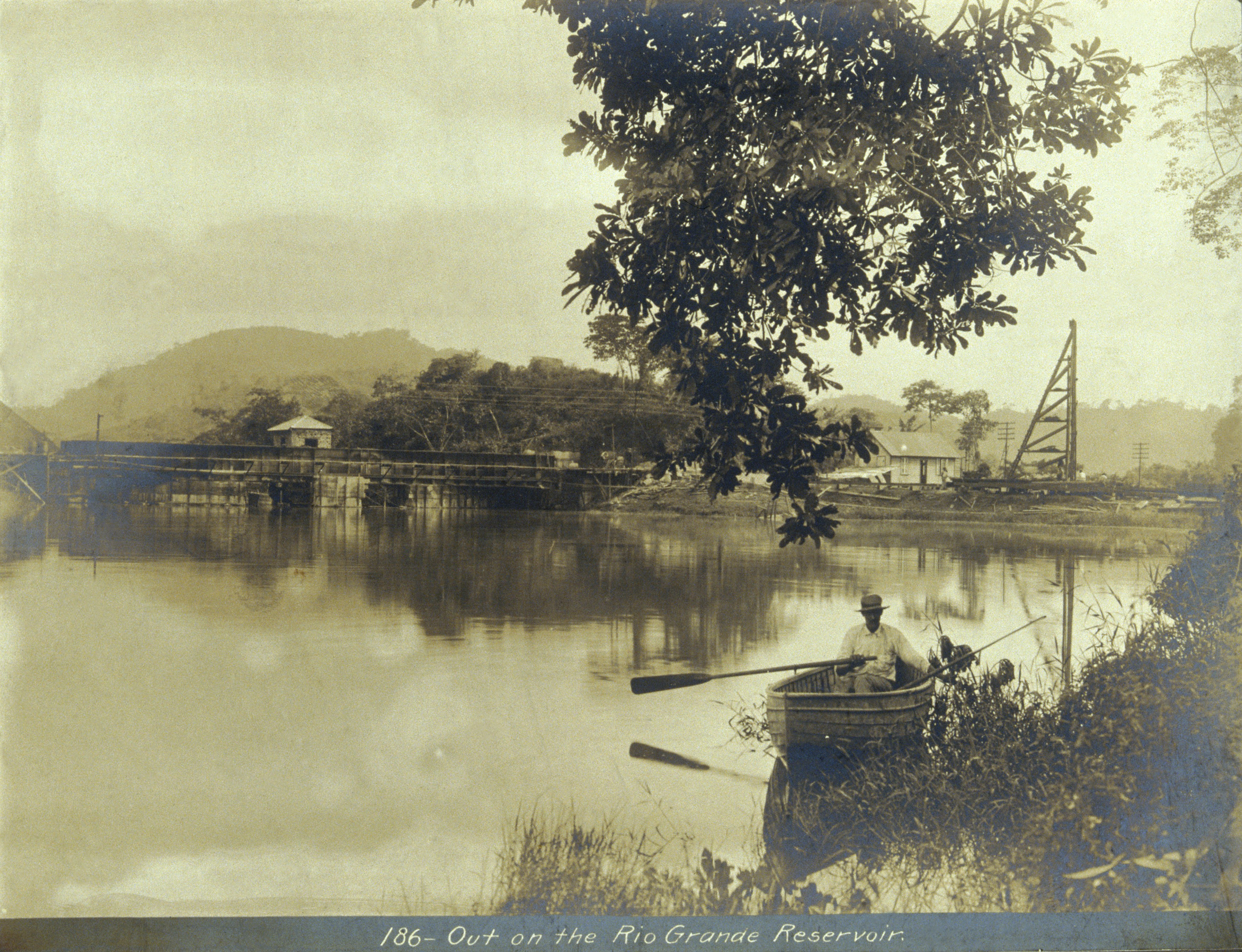
Reservorio del río Grande (futuro lago de Miraflores) durante la construcción del canal de Panamá (c. 1910).

Con la destrucción de la antigua Ciudad de Panamá en 1671 y su posterior traslado en las cercanías del cerro Ancón, el río se convirtió en un punto de desembarque debido a su proximidad con la nueva capital, a través del puerto de La Boca. La combinación de las cuencas del río Chagres con el río Grande constituyeron en una ruta interocéanica durante la época colonial, y se aprovechó su cuenca baja expuesta a las mareas para el transporte de cultivos y ganado a otros puntos de la ribera sur del istmo de Panamá.
Al llegar el siglo XIX, se concibió la idea de crear un canal interocéanico, donde en 1824 Mariano Arosemena propuso unir las cuencas del Chagres y del Grande. Con la construcción del ferrocarril de Panamá, parte de la ruta se alineó en la cuenca del río. Cuando formalmente se comenzó a gestar la construcción del canal interocéanico en la década de 1880, por parte de los franceses, se usó la cuenca del Grande para abrir la vía desde la vertiente pacífica.
Sin embargo, la transformación más notable se daría cuando Estados Unidos asumió el proyecto una vez que Panamá se convirtió en una nación independiente en 1903. El ingeniero John Frank Stevens decidió que la cuenca del río sería devastada con el fin de alojar y permitir la comodidad de los habitantes de la nueva Zona del Canal de Panamá, por lo que con el material de excavación se comenzó a rellenar en los sitios que fuesen necesarios, siendo La Boca y Miraflores, ubicados en la cuenca baja y media del Grande, los principales sitios de relleno.
Durante el proceso de saneamiento de la Ciudad de Panamá, se construyó un acueducto en 1904 teniendo como punto de toma el río Grande y a través de un reservorio en el cerro Ancón y usando la gravedad, se distribuyó a otro reservorio auxiliar de un millón de galones y de ahí a través de tuberías a la capital panameña. Dicho acueducto funcionaría hasta 1915, cuando fue reemplazada la toma en la nueva potabilizadora en Miraflores.
Posteriormente, durante la dirección de George Washington Goethals, en los últimos años de la construcción del canal, se usó el curso del río para construir las esclusas de Miraflores y Pedro Miguel, por lo que se creó un reservorio con una capacidad de 362 millones de galones de agua, que se convertiría finalmente en el lago de Miraflores. El reservorio actúa como una forma de contener los sedimentos que vienen de los afluentes de la cuenca media del Grande (entre ellos los ríos Pedro Miguel, Cocolí, Caimitillo y Camarón) y evitar que el nuevo canal sea afectado por la sedimentación, adicionalmente algunos afluentes de la cuenca baja como el río Curundú serían drenados con túneles y otros serían fusionados con el canal. El ambiente de los pantanos, considerado por los estadounidenses como malsano, fue reducido al mínimo y el curso original del río y su estuario fue enderezado para dar a lugar a la salida pacífica de la nueva vía interocéanica. 
Finalmente, en 1913 las autoridades estadounidenses habían logrado despoblar la población originaria de La Boca y la parte baja del antiguo río Grande se convirtió en el poblado y puerto de Balboa, punto neurálgico de la nueva población denominada zonian.